# Поверхность выравнивания

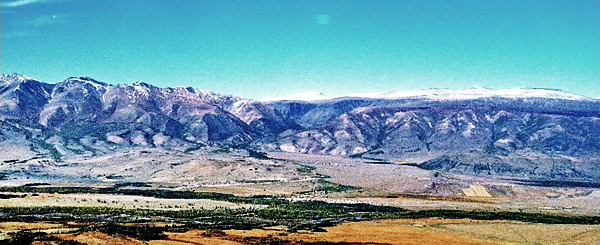
Южный фас Курайского хребта в Горном Алтае. Вся правая по снимку часть борта представляет собой предгорную лестницу единой прежде поверхности выравнивания, разбитой на блоки, поднятые новейшими тектоническими движениями на различную высоту, вплоть до водораздела

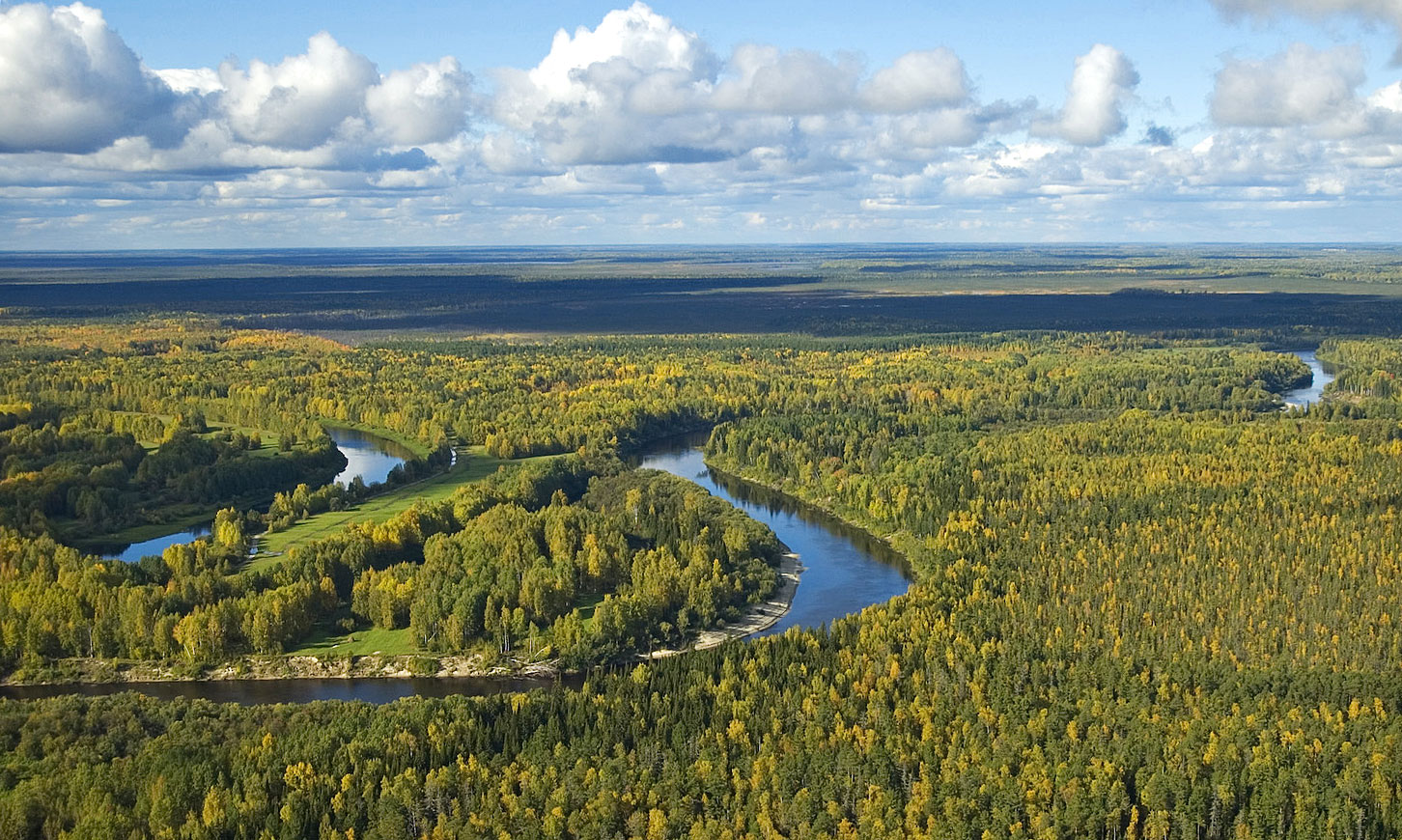
Западно-Сибирская равнина, самая обширная в мире аккумулятивная поверхность выравнивания

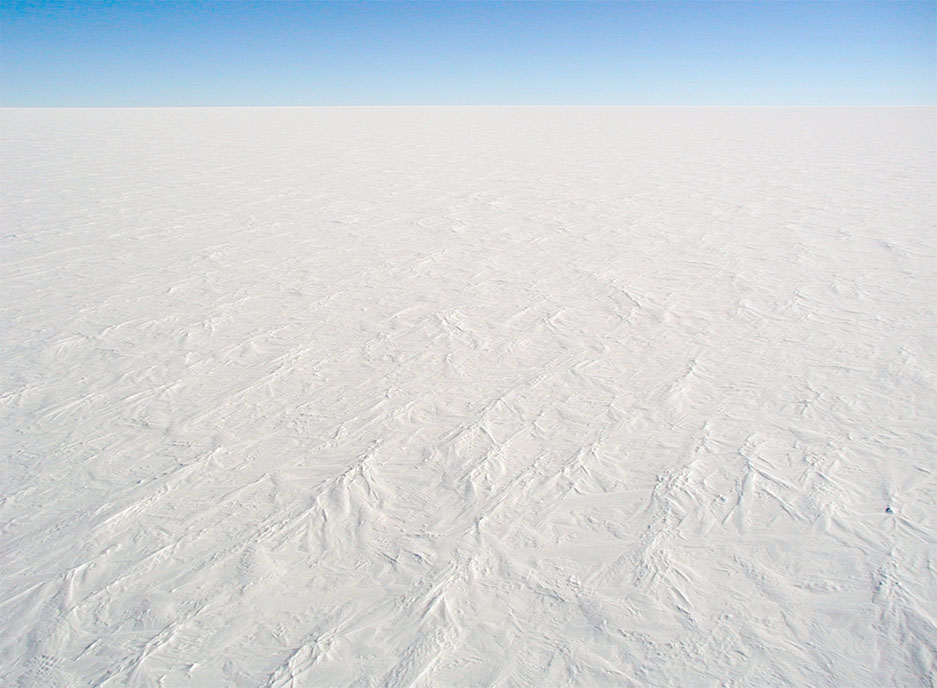
Аккумулятивная поверхность выравнивания. Восточная Антарктида, район «Купола С» (Dome C)

Поверхность выравнивания — выровненная поверхность в горах и на равнинах различного генезиса, главным образом — денудационного и аккумулятивного.
Поверхности выравнивания заканчивают развитие рельефа в заключительных стадиях геоморфологического цикла, который может быть полным, а может и прерываться. Полный, или законченный, геоморфологический цикл завершается образованием денудационных равнин, в том числе пенеплена. Более дробные хронологические интервалы (циклы) являются незаконченными или прерванными, в результате чего формируется ступенчатый рельеф педипленов, а также мелкохолмисто-грядовый рельеф. Ещё более короткие циклы оставляют после себя ещё более расчленённый рельеф разных типов.
Поскольку одновременно со сносом (денудацией) из областей тектонических поднятий происходит и заполнение отрицательных форм рельефа (впадин самых различных размеров), в которых образуются аккумулятивные поверхности выравнивания (морские, аллювиальные и другие), Ю. А. Мещеряков предложил объединить их в единые цикловые полигенетические поверхности.
Полноцикловые поверхности выравнивания, имеющие, как полагают сейчас, раннемеловой и даже — мел-палеогеновый возраст, являются наиболее древними и исходными для формирования современного рельефа. Фрагменты этих поверхностей развиты в виде реликтов (плосковершинных водоразделов) на древних и молодых платформах — щитах, плитах (Восточный Казахстан, Средне-Сибирская платформа и т. д.), а также характерны для эпиплатформенных (возрождённых) гор (Алтай, Тянь-Шань и др.). Неполноцикловые поверхности выравнивания присущи молодым и древним платформам, а также эпигеосинклинальным горам (Кавказу, Копетдагу) и окраинным частям эпиплатформенных гор. Они, как правило, имеют также верхнемеловой-раннепалеогеновый возраст.
Оба эти типа поверхностей выравнивания можно увидеть на различных высотах, их современное положение зависит от последующих новейших тектонических движений. При этом в эпиплатформенных горах, например, на Тянь-Шане, они одновозрастны и разделяются тектоническими уступами, которые образованы крутыми эрозионными врезами верховьев речных долин. Такие ступенчатые мезоформы рельефа называют предгорными лестницами.

## Предгорная лестница
Это понятие разработал известный немецкий геоморфолог Вальтер Пенк. Согласно его представлениям, предгорная лестница — это система расположенных друг над другом разновозрастных денудационных поверхностей, развившихся на непрерывно поднимающемся и расширяющемся горном сооружении. По периферии горной страны, где такие тектонические поднятия совершаются медленнее и могут быть компенсированы эрозией и выветриванием, формируется денудационная поверхность (педимент). По мере распространения поднятия ещё далее от центра, начинают вырабатываться новые денудационные поверхности, а предыдущие, втягиваясь в поднятие, образуют серию ступеней. Представления В. Пенка (а оригинал его работы вышел в 1924 году), в дальнейшем подвергались критике, поскольку многие геологи полагали, что такие лестницы не могли образовываться при плавном и непрерывном поднятии гор. 